# Fusarium
Fusarium és un gran gènere de fongs filamentosos àmpliament distribuït als sòls i associat amb altres plantes. El seu nom deriva del llatí fusus i significa fus. La majoria de les espècies són inofensives sapròfites i són membres relativament abundants de la comunitat microbiana del sòl.

## Ecologia i toxicitat
Algunes espècies produeixen micotoxines en conreu de cereals que poden afectar la salut animal i humana si entren en la cadena alimentària. Les toxines produïdes per aquestes espècies de Fusarium són tricotecens com deoxinivalenol (DON), nivalenol (NIV), les toxines T-2 i HT-2 com també zearalenona (ZEN) i les fumonisines.
La formació dels fongs i toxines es produeix en diferents cultius de cereals i hi ha determinades toxines associades a un tipus concret de cereals. Per exemple, DON i ZEN normalment són associades amb el blat, les T-2 i HT-2 amb la civada, i les fumosines amb el blat de moro. Els tricotecens causen irritacions en la pell o mucosa intestina i poden produir diarrea.

## Patògen

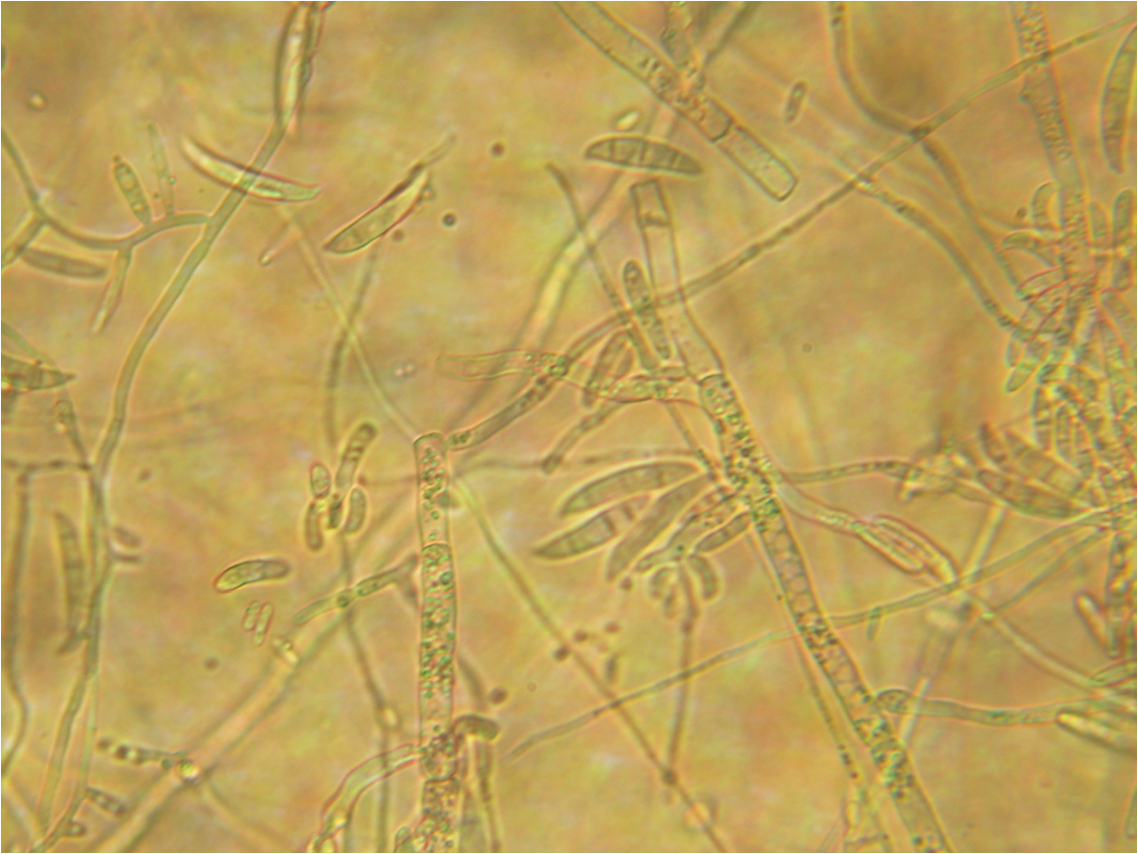
Macroconidis de Fusarium

La porta d'entrada de les infeccions localitzades són les petites lesions que es produeixen per traumatismes. Les infeccions sistèmiques es poden produir per disseminació del microorganisme des de la porta d'entrada.

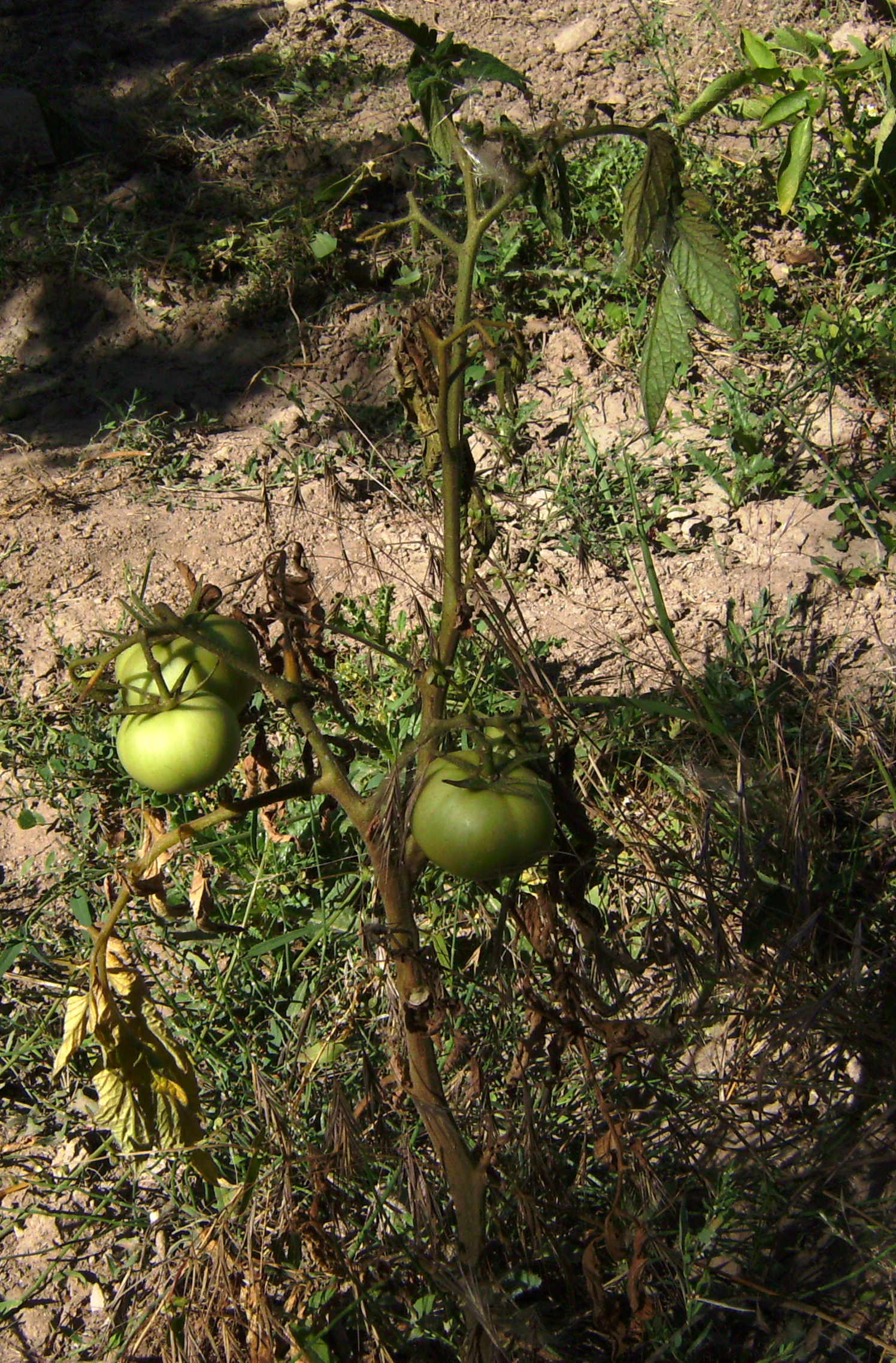
Tomaquera afectada per Fusarium oxysporum, té la tija marró i les fulles marcides

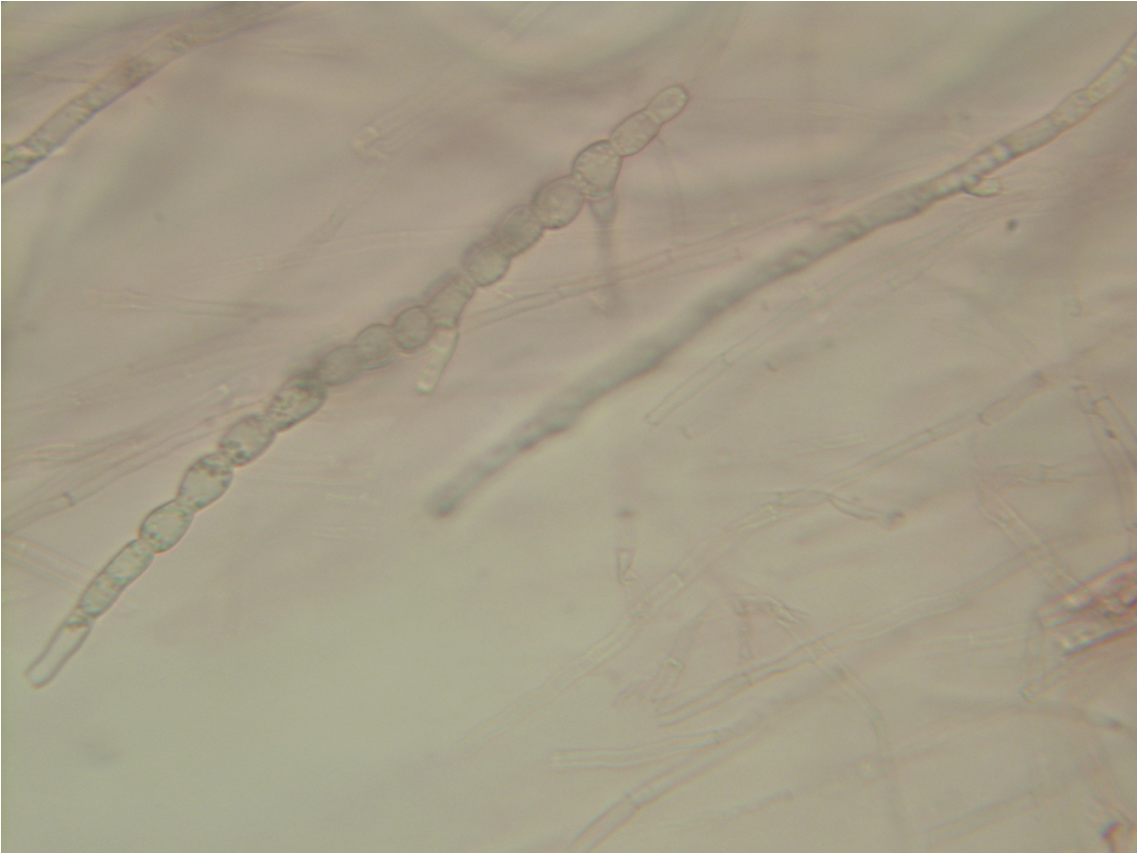
Clamidiospores de Fusarium

En la majoria d'ocasions la disseminació està condicionada per l'estat immunològic de l'hoste, encara que també hi ha altres factors de virulència relacionats com la producció de toxines i enzims, el seu paper en infeccions humanes encara està per determinar.

### Plantes
Fusarium graminearum infecta l'ordi si hi ha pluja poc abans de la collita. Té un impacte econòmic en la fabricació de la cervesa i en l'ordi per animals.
Fusarium fujikuroi infecta les plàntules de l'arròs cultivat.
També es troba infectant les plantes de la xia.

### En humans
Algunes espècies poden causar infeccions oportunístiques en humans. En persones amb un sistema immunitari normal aquestes infeccions es poden donar en les ungles (onicomicosi) i en la còrnia (queratomicosi o queratitis micòtica). En persones amb el sistema immunitari afeblit (neutropènia, les infeccions agressives fusarials penetren al corrent sanguini i són causades per membres del complex Fusarium solani, Fusarium oxysporum, Fusarium verticillioides, Fusarium proliferatum i rarment altres Fusarium.

#### Factors de virulència en humans
Un dels factors de virulència més estudiat és la seva capacitat d'adhesió al material plàstic com catèters i lents de contacte. Aquesta interacció s'ha pogut verure per mitjà del microscopi electrònic. El fong s'adhereix als catèters però no envaeix la paret d'aquests. Sí que s'adhereixen, penetren i proliferen en les lents de contacte.
Tant els macròfags com els leucòcits polimorfonucleats tenen un paper important en l'eliminació d'aquests microorganismes. Els polimorfonucleats inhibeixen el creixement de les hifes mentre que els macròfags són capaços d'impedir també la germinació dels conidis.

#### Infeccions relacionades amb cossos estranys
- Queratitis. Es pot produir després de la colonització de lents de contacte, per conidis aerosolitzats en ambients particularment contaminats, o per traumatismes amb branques d'arbres o plantes. Altres factors de risc importants són la presència de patologia prèvia a la còrnia i els tractaments tòpics amb corticoides o antibiòtics.
  - El tractament d'elecció és la natamicina a el 5% per via tòpica, donada la seva bona activitat in vitro, excel·lent penetrabilitat a la còrnia i escassos efectes secundaris. També es pot utilitzar l'amfotericina B local. No solen respondre als azoles. Es recomana l'extirpació quirúrgica de el teixit afectat i la supressió de qualsevol tractament amb corticoides, locals o sistèmics. La infecció pot progressar fins a arribar a causar una endoftalmitis, el que enfosqueix el pronòstic. Aquest quadre clínic requereix un ràpid diagnòstic i tractament, per evitar la pèrdua de la visió

- Peritonitis i diàlisi peritoneal crònica ambulant. La infecció segueix un curs insidiós, amb febre, dolor abdominal i disminució del flux de drenatge, per obstrucció progressiva de la llum del catèter (part interna del catèter).
  - Per resoldre la infecció és imprescindible eliminar el catèter i tractar amb antifúngics.

- Infecció del catèter venós central. En els pacients immunocompetents, o en aquells amb episodis de neutropènia transitòria, pot ser suficient l'eliminació del catèter.
  - En els neutropènics, cal instaurar tractament antifúngic i, si és possible, recuperar la xifra de neutròfils.[5]

## Ús com a aliment humà
Fusarium venenatum es produeix industrialment com aliment per l'empresa Marlow Foods, Ltd., sota el nom comercial de Quorn a Europa i Amèrica del Nord.

## Guerra biològica
A l'antiga Unió Soviètica en les dècades de 1930 i 1940 el Fusarium va contaminar la farina de blat i va causar una al·lèrgia tòxica alimentària amb una mortalitat del 60%. El Fusarium sporotrichoides havia estat utilitzat per usar-se en la guerra biològica abans de l'entrada en vigor de la Convenció sobre les Armes biològiques de 1972. Els soviètics van ser acusats d'utilitzar la "pluja groga", que va causar 6.300 morts a Laos, Kamputxea, i Afganistan entre 1975 i 1981.
Seguint el sorgiment del Fusarium oxysporum que va afectar les plantacions de coca del Perú, i altres conreus de la zona, els Estats Units van proposar utilitzar aquest agent com micoherbicida per erradicar la droga. El 2000, va ser usat aquest agent dins del Plan Colòmbia. Es van fer proves d'utilització d'aquest agent de Fusarium als Estats Units amb diversos problemes ambientals i de salut humana